# (467074) 2016 DG20
(467074) 2016 DG20 es un asteroide perteneciente al cinturón de asteroides, descubierto el 25 de enero de 2011 por el equipo Spacewatch desde el Observatorio Nacional de Kitt Peak (Arizona, Estados Unidos).